# Rally Ciudad de Santander de 1989
El Rally Ciudad de Santander de 1989, oficialmente 11.º Rally Ciudad de Santander, fue la undécima edición y la tercera cita de la temporada 1989 del Campeonato de España de Rally. Se celebró del 28 al-30 de abril.

## Clasificación final
| Pos. | Piloto                | Copiloto          | Automóvil                      | Tiempo  | Diferencia |
| ---- | --------------------- | ----------------- | ------------------------------ | ------- | ---------- |
| 1.   | Jesús Puras           | Tomás Aguado      | Ford Sierra RS Cosworth        | 2:21:33 | 0.0        |
| 2.   | Josep Bassas          | Antonio Rodríguez | BMW M3 E30                     | 2:22:57 | +1:24      |
| 3.   | Fernando Capdevila    | Francesc Bofill   | Lancia Delta Integrale         | 2:23:15 | +1:42      |
| 4.   | Beny Fernández        | José Luis Sala    | Opel Kadett GSI 16V            | 2:25:44 | +4:11      |
| 5.   | Borja Moratal         | Alfredo Rodríguez | Opel Kadett GSI 16V            | 2:26:16 | +4:43      |
| 6.   | José María Bardolet   | Josep Autet       | Ford Sierra RS Cosworth 4-door | 2:28:17 | +6:44      |
| 7.   | Cele Foncueva         | Jacinto Martínez  | Renault 5 GT Turbo             | 2:31:43 | +10:10     |
| 8.   | Miguel Martínez-Conde | Amadeo Aguirre    | Renault 5 GT Turbo             | 2:32:19 | +10:46     |
| 9.   | Juan Luis Sarasola    | Bandera de ?      | Renault 5 GT Turbo             | 2:32:33 | +11:00     |
| 10.  | José Piñón            | Luis Calafate     | Renault 5 GT Turbo             | 2:33:03 | +11:30     |